# 1990 no Brasil
Esta é uma cronologia dos fatos acontecimentos de ano 1990 no Brasil.

## Incumbente
- Presidente do Brasil - José Sarney (15 de março de 1985 - 15 de março de 1990)
- Presidente do Brasil - Fernando Collor de Mello (15 de março de 1990 - 29 de dezembro de 1992)
- Vice-presidente do Brasil - Itamar Franco (15 de março de 1990 - 29 de dezembro de 1992)

## Eventos
- 28 de fevereiro: A Mocidade Independente de Padre Miguel é a campeã do Carnaval do Rio de Janeiro de 1990.[1]
- 15 de março: Fernando Collor de Mello toma posse como o 32° presidente do Brasil e torna-se o presidente mais jovem da história brasileira.[2]
- 3 de abril: O Congresso Nacional do Brasil aprova as primeiras medidas do Plano Collor.[3]
- 13 de julho: Presidente Fernando Collor de Mello sanciona a Lei n° 8069/90, que institui o Estatuto da Criança e do Adolescente.[4]
- 25 de julho: Presidente Fernando Collor de Mello sanciona a Lei dos Crimes Hediondos, que aumenta as penas de reculsão para sequestros, tráficos, estupros e os outros crimes.[5]
- 26 de julho: Onze jovens, moradores da favela do Acari, são sequestrados por seis homens armados no Rio de Janeiro, na chamada Chacina de Acari.[6]
- 11 de setembro: Presidente Fernando Collor de Mello sanciona o Código de Defesa do Consumidor com vetos parciais.[7]
- 30 de novembro: O primeiro sistema de telefonia celular do país é inaugurado pelo ministro da Infra-Estrutura, Ozires Silva, na zona sul da cidade do Rio de Janeiro.[8]
- 16 de dezembro: O projeto do Acordo Ortográfico da Língua Portuguesa é aprovado pelos ministros da Educação e da Cultura dos países lusófonos.[9]
- 16 de dezembro: Darcy Alves Pereira e Darly Alves da Silva são condenados a 19 anos de prisão pelo assassinato do seringueiro Chico Mendes.[10]

## Nascimentos
- 2 de janeiro: Maurício Alves, futebolista (m. 2014).
- 6 de janeiro: Alex Teixeira, futebolista.
- 11 de janeiro: Juninho, futebolista.
- 18 de janeiro: Guilherme Choco, futebolista.
- 28 de novembro: Carla Diaz, atriz.

## Mortes
- 4 de janeiro: José Maria Santos, ator (n. 1933).
- 14 de janeiro: César de Alencar, apresentador de rádio e ator (n. 1917).
- 20 de janeiro: Sebastião Mota de Melo, religioso (n. 1920).
- 18 de março: Zacarias, humorista, ator e locutor, integrante do grupo Os Trapalhões (n. 1934).
- 7 de julho: Cazuza, cantor, compositor e poeta (n. 1958).
- 19 de dezembro: Rubem Braga, escritor e cronista (n. 1913).